# Худий (бомба)
«Худий» (англ. Thin Man) — кодова назва запропонованої плутонієвої ядерної бомби гарматного типу, яку Сполучені Штати розробляли під час Мангеттенського проєкту. Її розробку було припинено, коли було виявлено, що швидкість спонтанного поділу плутонію, отриманого в ядерному реакторі, була надто високою для використання в конструкції гарматного типу через високу концентрацію ізотопу Pu-240 у робочій масі плутонію, виробленого на Інженерному заводі Клінтона.

## Ранні рішення
У 1942 році, ще до того як армія Сполучених Штатів взяла під контроль атомні дослідження під час війни, стало відомо, що Роберт Оппенгеймер в рамках Мангеттенського проєкту провів конференції в Чикаго в червні та Берклі, штат Каліфорнія, в липні, на яких фізики обговорювали питання розробки ядерної бомби. Була обрана конструкція гарматного типу, в якій дві субкритичні маси плутонію будуть об'єднані шляхом пострілу «кулі» в «мішень». Альтернативна ідея ядерної зброї імплозійного типу була запропонована Річардом Толменом, але вона не привернула уваги, оскільки була набагато складнішою.
Оппенгеймер переглянув свої варіанти на початку 1943 року, і віддав перевагу зброї гарматного типу, але, щоб захиститися від загрози попереднього вибуху, він створив групу E-5 в лабораторії Лос-Аламоса під керівництвом Сета Неддермейера для дослідження імплозії. Було визначено, що бомби імплозійного типу є значно ефективнішими з точки зору потужності вибухової речовини на одиницю маси матеріалу, що розщеплюється в бомбі, оскільки стиснуті матеріали, що розщеплюються, реагують швидше і, отже, об‘ємніше. Але було вирішено, що основна частина дослідницьких зусиль припаде на плутонієву бомбу гарматного типу, оскільки це був проєкт з найменшою кількістю невизначеності. Передбачалося, що з нього легше пристосувати уранову бомбу гарматного типу.

## Найменування
Конструкції гарматного та імплозійного типу отримали кодові назви «Худий» та «Товстун» відповідно. Ці кодові назви придумав Роберт Сербер, колишній учень Оппенгеймера, який працював над Мангеттенським проєктом. Обрав їх на основі їхніх дизайнерських форм. «Худий» був би дуже довгим пристроєм, і назва походить від детективного роману Дешилл Гемметт Худий і серії фільмів з такою ж назвою. Товстун був круглим і товстим і був названий на честь персонажа Сідні Грінстріт у фільмі «Мальтійський сокіл». Конструкція типу уранової гармати Малюк з'явилася пізніше і була названа лише для контрасту з «Худий». Кодові назви Лос Аламосу «Худий» і «Товстун» були прийняті Повітряними силами армії США (USAAF). Була придумана історія про те, що Silverplate модифікувала вагон Пульмана для використання президентом Франкліном Рузвельтом («Худим») і прем'єр-міністром Великобританії Вінстоном Черчіллем («Товстуном») під час таємного туру Сполученими Штатами. Персонал ВВС використовував кодові назви по телефону, щоб вийшло так, ніби вони модифікували літак для Рузвельта та Черчилля.

## Розробка

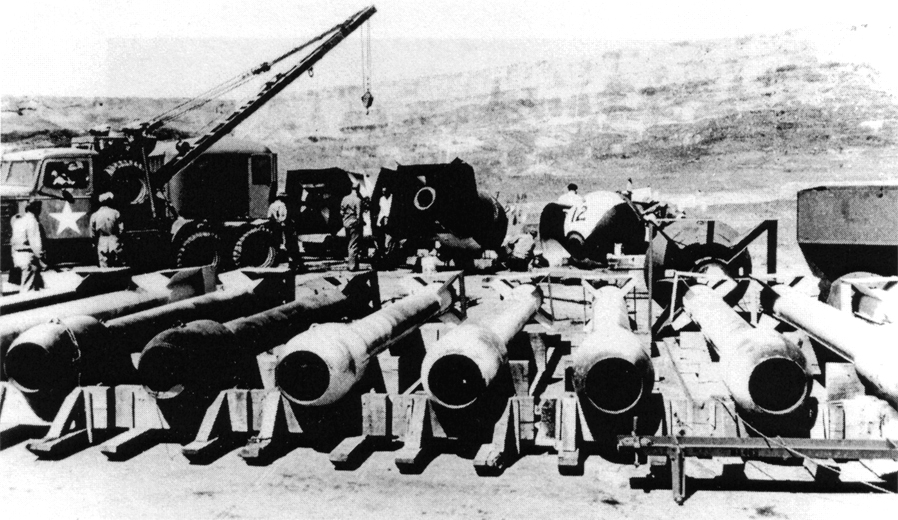
Корпуси для випробувань плутонієвих зарядів «Худого» на армійському аеродромі Вендовер, як частина проєкту «Альберта» в Мангеттенському проєкті. За ними видно гільзи «Товстуна».

Для роботи над дизайном плутонієвої гармати Оппенгеймер зібрав команду в лабораторії Лос-Аламоса, до якої увійшли старший інженер Едвін Макміллан і старші фізики Чарльз Крічфілд і Джозеф Гіршфельдер. Крічфілд працював із саботами, які, як вважав Оппенгеймер, знадобляться «Худому» для досягнення високих початкових швидкостей, необхідних для критичного складання; Гіршфельдер працював над внутрішньою балістикою. Оппенгеймер сам керував проєктуванням до червня 1943 року, коли прибув капітан ВМС Сполучених Штатів Вільям Стерлінг Парсонс і взяв на себе керівництво відділом боєприпасів та техніки та безпосереднім керівництвом проєктом «Худий».

## Технічні характеристики
Проєкт «Худий» був раннім проєктом ядерної зброї, запропонованим до успішного виведення плутонію в ядерному реакторі з опромінення урану-238. Передбачалося, що плутоній, як і уран-235, може бути зібраний у критичну масу за допомогою пістолетного методу, який передбачав стрілянину однієї субкритичної частини в іншу. Щоб уникнути попередньої детонації, або «шипіння», плутонієву «кулю» потрібно було б розігнати до швидкості щонайменше 910 м/с — інакше реакція поділу почнеться до завершення складання, що передчасно рознесе пристрій.
Худий був 5,2 метра завдовжки, з шириною хвоста і носа 97 см, а також 58 см в середній частині. Довжина була необхідна для того, щоб плутонієва «куля» досягла відповідної швидкості перед тим, як досягти «цілі». Вага була приблизно 3 600 кілограм для кінцевої моделі зброї. В інвентарі ВПС США не було літаків, які могли б перевозити таку бомбу без модифікації, і в 1943 році Норман Ремсі запропонував британський Avro Lancaster як єдиний літак, який міг перевозити її всередині завдяки його 10 метровому бомбовому відсіку. Однак американський Boeing B-29 Superfortress можна було модифікувати, щоб нести його, видаливши частину перегородки під головним лонжероном крила та деякі кисневі баки, розташовані між двома бомбовими відсіками. Цю модифікацію було виконано на 58-му серійному зразку з виробничої лінії Boeing Wichita, серійний номер AAF 42-6259.